# Кашани, Махмуд
Махмуд Кашани (перс. سید محمود کاشانی‎ род. 6 июня 1942 года, Тегеран) — иранский политик, учёный, писатель и юрист. Также он является профессором тегеранского Университета Шахид Бехешти. С 1981-го по 1985 год Кашани возглавлял иранскую делегацию в Международном суде ООН в Гааге. Кроме того он был кандидатом на президентских выборах в Иране в 1985 и 2001 годах.

## Биография
Махмуд Кашани родился 6 июня 1942 года в Тегеране. Его отец, аятолла Аболь-Хассем Кашани занимал должность председателя Национального консультативного совета в 1952-1953 годах. Младший брат Махмуда Ахмад Кашани некоторое время был членом Исламского консультативного совета.
В 1979 году Махмуд Кашани, Мохаммад Бехешти и Мохаммад Джавад Бахонар основали Исламскую республиканскую партию, генеральным секретарём которой Кашани был с 1979-го по 1981 год. В декабре 1981 года Кашани был назначен главой иранской делегации в Международном суде ООН в Гааге, которая представляла иранское правительство в исках, поданных против него американскими гражданами. Кашани, как независимый кандидат, участвовал в президентских выборах в 1985 году и занял второе место после Али Хаменеи с результатом 10,1 % (1 402 416 голосов). В 2001 году он вновь принимает участие в президентских выборах, представляя партию Исламское общество инженеров, но занял в итоге лишь пятое место (0,8 % или 235 363 голосов). 